# Metallyra vicina
Metallyra vicina là một loài bọ cánh cứng trong họ Cerambycidae.